# Робърт Стайн
Робърт Стайн (на английски: Robert Stine) е много плодовит американски писател на бестселъри в жанра детска литература, научна фантастика, фентъзи, трилър и хорър. Пише под псевдонима Р. Л. Стайн (на английски: R L Stine), писал е и като Джовиал Боб Стайн (Jovial Bob Stine), Закари Блу (Zachary Blue) и Ерик Афабий (Eric Affabee).

## Биография и творчество
Робърт Лоурънс Стайн е роден на 8 октомври 1943 г. в Кълъмбъс, Охайо, САЩ, в семейството на Луис и Ан Стайн, служител в корабоплаването и домакиня. Има по-малки брат и сестра. На 9-годишна възраст намира стара пишеща машина на тавана, и започва да пише малки истории. В гимназията пише в училищния вестник. През 1965 г. завършва Университета на Охайо с бакалавърска степен по английски език. Като студент се включва в университетското списание The Sundial работейки като редактор 3 години и пишейки пародиен хумор.
След дипломирането си се премества в Ню Йорк и е нает от издателство Scholastic, където работи в продължение на 16 години. По препоръка на издателството създава хумористичното списание за деца Bananas, което редактира в периода 1975 – 1984 г.
През 1969 г. се жени за Джейн Уолдорн, редактор и писател. Имат един син – Матю. Пишат заедно много хумористични книги за деца под псевдонима Джовиал Боб Стайн. По-късно тя става съосновател на собствена издателска компания Parachute Press, която публикува неговите произведения.
През 1986 г. е издаден първият му хорър роман Blind Date (Среща на сляпо), който става бестселър и го прави известен.
През 1989 г. започва да публикува първата си емблематична хорър поредица „Улица „Страх“. В нея са описани истории за тийнейджъри изправени пред всевъзможни видове терор.
През 1992 г. с романа „Добре дошли в мъртвата къща“ започва другата си бестселърова поредица „Настръхнали истории“. Тя става литературен хит по света като романите от нея са преведени на 32 езика. В периода 1995 – 1998 г. по книгите е екранизиран популярния едноименен телевизионен сериал.
През 2010 – 2011 г., заедно с още 25 автори (Джефри Дивър, Матю Пърл, Питър Джеймс, и др., с предговор от Дейвид Балдачи) участва в уникален литературен експеримент и заедно създават романа „Няма покой за мъртвите“.
Писателят е определян от критиката като „Стивън Кинг на детската литература“. Произведенията му са над 300 и често са в списъците на бестселърите. Те са преведени на над 30 езика и са издадени в над 350 милиона екземпляра по света.
Робърт Стайн живее със семейството си в Манхатън, Ню Йорк.

## Произведения

### Като Р. Л. Стайн

#### Самостоятелни романи
- Gnasty Gnomes (1981)
- The Forest of Enchantment: An Advanced Dungeons And Dragons Story (1983)
- Blind Date (1986)
- Spaceballs (1987)
- Twisted (1987)
- The Babysitter (1989)
- Phone Calls (1990)
- Curtains (1990)
- Off to Sea: A Romance (1990)
- The Babysitter 2 (1991)
- The Snowman (1991)
- The Girlfriend (1992)
- The Third Evil: Cheerleaders (1992)
- Beach House (1992)
- Hit and Run (1992)
- The First Evil: Cheerleaders (1992)
- The Hitchhiker (1993)
- The Babysitter 3 (1993)
- The Dead Girlfriend (1993)
- Halloween Night (1993)
- Call Waiting (1994)
- The Beast (1994)
- I Saw You That Night! (1994)
- Halloween Night 2 (1994)
- The Babysitter 4 (1995)
- Beach Party (1995)
- The Boyfriend (1995)
- The Witness (1995)
- The Beast 2 (1995)
- Superstitious (1995)
- Deadly Experiments of Dr Eeek (1996)
- The Loudest Scream: Fear Street. Fear Park, No 2 (1996)
- The Last Scream: Fear Street. Fear Park, No 3 (1996)
- Creature Teacher (1998)
- Summer Sizzlers (1998)
- Bride of the Living Dummy (1998)
- Invasion of the Body Squeezers (1998)
- I Am Your Evil Twin (1998)
- Revenge R Us (1998)
- Fright Camp (1998)
- Scream Jennifer Scream (1998)
- Are You Terrified Yet? (1998)
- Bride of the Living Dummy 2 (1998)
- Ghoul Friends (1998)
- The Headless Halloween (1998)
- Attack of the Graveyard Ghouls (1998)
- Jekyll and Heidi (1999)
- Elevator to Nowhere (1999)
- Scream School (1999)
- The Mummy Walks (1999)
- Be Afraid, Be Very Afraid (1999)
- The Haunted Mask Lives! (2000)
- When Good Ghouls Go Bad (2001)
- The Sitter (2003)
- Haunted Lighthouse (2003)
- Eye Candy (2004)
- It's the First Day of School... Forever! (2011)
- No Rest for the Dead (2011) – с Джеф Абът, Лори Армстронг, Дейвид Балдачи, Сандра Браун, Томас Кук, Джефри Дивър, Диана Габалдон, Тес Геритсън, Андрю Гъли, Ламия Гъли, Питър Джеймс, Джудит А. Джанс, Фей Келерман, Реймънд Хури, Джон Лескроарт, Джеф Линдзи, Гейл Линдс, Алегзандър Маккол Смит, Филип Марголин, Майкъл Палмър, T. Джеферсън Паркър, Матю Пърл, Кати Райкс, Маркъс Сейки, Джонатан Сантдоуфър, Лайза Скоталайн и Марша Тали
Няма покой за мъртвите, изд.: Обсидиан, София (2011), прев. Боян Дамянов
- The 13th Warning (2012)
- The Adventures of Shrinkman (2012)
- The Creatures from Beyond Beyond (2012)
- My Alien Parents (2012)
- Three Faces of Me (2012)
- Zombie Town (2012)
- Red Rain (2012)
- A Midsummer Night's Scream (2013)

#### Серия „Улица „Страх“ (Fear Street)
1. The New Girl (1989)
2. Missing (1990)
3. The Wrong Number (1990)
4. Ski Weekend (1991)
5. The Fire Game (1991)
6. Lights Out (1991)
7. The Stepsister (1990)
8. Broken Date (1988)
9. The Secret Bedroom (1991)
10. The Knife (1992)
11. The Prom Queen (1992)
12. First Date (1992)
13. Haunted (1990)
14. The Best Friend (1992)
15. The Sleepwalker (1990)
16. The Overnight (1989)
17. The Cheater (1993)
18. Halloween Party (1990)
19. Sunburn (1993)
20. The Surprise Party (1989)
21. The New Boy (1994)
22. The Dare (1994)
23. Bad Dreams (1994)
24. Double Date (1994)
25. The Thrill Club (1994)
26. One Evil Summer (1994)
27. The Mind Reader (1994)
28. Wrong Number 2 (1995)
29. Truth or Dare (1995)
30. Dead End (1995)
31. Final Grade (1995)
32. Switched (1995)
33. College Weekend (1995)
34. The Stepsister 2 (1995)
35. What Holly Heard (1995)
36. The Face (1996)
37. Secret Admirer (1996)
38. The Perfect Date (1996)
39. The Confession (1996)
40. The Boy Next Door (1996)
41. Night Games (1996)
42. Killer's Kiss (1997)
43. The Runaway (1997)
44. All-Night Party (1997)
45. The Rich Girl (1997)
46. Cat (1996)
47. Midnight Diary (1997)
48. Who Killed the Homecoming Queen? (1997)
49. Best Friend 2 (1997)
50. Into the Dark (1997)
51. Trapped (1997)
52. The Stepbrother (1998)
53. Let's All Kill Jennifer (1998)
54. Camp Out (1998)

- The Second Evil: Cheerleaders (1992)
- The First Horror: 99 Fear Street (1994)
- The Third Horror (1994)
- The Evil Moon: Cataluna Chronicles (1995)
- The First Scream (1996)
- The Bad Girl (1998)
- Party Games (2014)
- Don't Stay Up Late (2015)
- The Lost Girl (2015)
- Can You Keep a Secret? (2016)

#### Серия „Настръхнали истории“ (Goosebumps)
1. Welcome to Dead House (1992)
Добре дошли в мъртвата къща, изд.: Агенция „Ню импрес“, София (2009), прев. Елена Щерева
2. Stay Out of the Basement (1992)
Стой далече от мазето, изд.: Агенция „Ню импрес“, София (2009), прев. Елена Щерева
3. Monster Blood (1992)
Кръвта на чудовището, изд.: „Хермес“, Пловдив (2017), прев. Нина Руева
4. Say Cheese and Die! (1992)
Кажи „зе-е-ле-е“ и... умри!, изд.: Агенция „Ню импрес“, София (2009), прев. Елена Щерева
5. The Curse of the Mummy's Tomb (1993)
В гробницата на мумията, изд.: Агенция „Ню импрес“, София (2009), прев. Елена Щерева
6. Let's Get Invisible (1993)
7. Night of the Living Dummy (1993)
Нощта, в която куклата оживя, изд.: „Хермес“, Пловдив (2016), прев. Нина Руева
8. The Girl Who Cried Monster (1993)
9. Welcome to Camp Nightmare (1993)
Лятото на страха, изд.: „Слънчо“, София (1997), прев. Яна Маказчиева
Добре дошли в лагер „Кошмар“, изд.: Агенция „Ню импрес“, София (2009), прев. Елена Щерева
10. The Ghost Next Door (1993)
11. The Haunted Mask (1994)
12. Be Careful What You Wish for (1993)
13. Piano Lessons Can Be Murder (1993)
Уроци по пиано, изд.: „Слънчо“, София (1997), прев. Валери Русинов
14. The Werewolf of Fever Swamp (1993)
15. You Can't Scare Me! (1994)
Не можеш ме уплаши! (Призрачни истории), изд.: „Бард“, София (2003), прев. Юлиян Стойнов
16. One Day at Horrorland (1994)
Един ден в Хорорленд (Призрачни истории), изд.: „Бард“, София (2003), прев. Юлиян Стойнов
17. Why I'm Afraid of Bees (1994)
18. Monster Blood II (1994)
19. Deep Trouble (1994)
Морското чудовище, изд.: „Хермес“, Пловдив (2016), прев. Нина Руева
20. The Scarecrow Walks at Midnight (1994)
21. Go Eat Worms (1994)
22. Ghost Beach (1994) – с Каръл Елис
Брегът на призраците (Призрачни истории), изд.: „Бард“, София (2003), прев. Юлиян Стойнов
23. Return of the Mummy (1994)
Мумията се завръща, изд.: Агенция „Ню импрес“, София (2009), прев. Елена Щерева
24. Phantom of the Auditorium (1994)
25. Attack of the Mutant (1994)
26. My Hairiest Adventure (1994)
27. A Night in Terror Tower (1995)
28. The Cuckoo Clock of Doom (1995)
29. Monster Blood III (1995)
30. It Came from Beneath the Sink! (1995)
Не поглеждай под мивката!, изд.: Агенция „Ню импрес“, София (2009), прев. Елена Щерева
31. Night of the Living Dummy II (1995) – с Каръл Елис
32. The Barking Ghost (1995)
Лаещият призрак, изд.: „Слънчо“, София (1997), прев. Яна Маказчиева
33. The Horror at Camp Jellyjam (1995)
34. Revenge of the Lawn Gnomes (1995)
Отмъщението на гномите, изд.: „Слънчо“, София (1997), прев. Александър Жеков
35. A Shocker on Shock Street (1995)
36. The Haunted Mask II (1995)
37. Abominable Snowman of Pasadena (1995)
Прегръдката на снежното чудовище, изд.: Агенция „Ню импрес“, София (2009), прев. Елена Щерева
38. The Headless Ghost (1995) – с Каръл Елис
39. How I Got My Shrunken Head (1996)
40. Night of the Living Dummy III (1996)
41. Bad Hare Day (1996) – с Каръл Елис
42. Egg Monsters from Mars (1996)
43. The Beast from the East (1996)
44. Say Cheese and Die – Again! (1996)
Кажи „зе-е-ле-е“ и... умри! 2, изд.: Агенция „Ню импрес“, София (2009), прев. Елена Щерева
45. Ghost Camp (1996)
46. How to Kill a Monster (1996)
47. Legend of the Lost Legend (1996)
48. Attack of the Jack-O'-Lanterns (1996) – с Каръл Елис
49. Vampire Breath (1996)
50. Calling All Creeps! (1996) – с Карла Яблонски
51. Beware, the Snowman (1997)
52. How I Learned to Fly (1997)
53. Chicken, Chicken (1997)
54. Don't Go to Sleep! (1997)
55. Blob That Ate Everyone (1997)
56. The Curse of Camp Cold Lake (1997)
57. My Best Friend Is Invisible (1997)
58. Deep Trouble II (1997)
59. The Haunted School (1997)
60. Werewolf Skin (1997)
61. I Live in Your Basement (1997)
62. Monster Blood IV (1997)

- More Tales to Give You Goosebumps (1995)
- Still More Tales to Give You Goosebumps (1996)
- Even More Tales to Give You Goosebumps (1996)
- Revenge of the Garden Gnomes (1996)
- Into the Jaws of Doom (1998)
- Wanted: The Haunted Mask (2012)
- Goosebumps The Movie: The Movie Novel (2015)
- Monster Survival Guide (2015)
- Slappy's Revenge (2015)

### Като Ерик Афабий

#### Участие в общи серии с други писатели

##### Серия „Магьосници, войни и Вие“ (Wizards, Warriors and You)
2. The Siege of the Dragonriders (1984)
9. Dragon Queens Revenge (1986)
16. Attack on the King (1986)
от серията има още 15 романа от различни автори

##### Серия „G.I. Joe: Намери своята съдба“ (G.I. Joe: Find Your Fate)
1. Operation: Star Raider (1985)
5. The Everglades Swamp Terror (1986)
от серията има още 10 романа от различни автори

### Екранизации
- 1991 Eureeka's Castle – ТВ сериал, 1 епизод
- 1995 – 1998 Goosebumps – ТВ сериал, 74 епизода
- 1999 Superstitious
- 2001 When Good Ghouls Go Bad – ТВ филм, история
- 2001 – 2002 The Nightmare Room – ТВ сериал, 7 епизода
- 2003 Haunted Lighthouse – сюжет
- 2007 The Haunting Hour: Don't Think About It
- 2008 Mostly Ghostly
- 2014 Mostly Ghostly: Have You Met My Ghoulfriend? – сюжет
- 2015 Eye Candy – ТВ сериал, 11 епизода
- Goosebumps: Страховити истории – по книгите
  - 2015 Goosebumps (Страховити истории)
  - 2018 Goosebumps 2: Haunted Halloween (Страховити истории 2: Призрачен Хелоуин)
- 2021 Fear Street trilogy
  - Fear Street Part One: 1994 (Улица на страха Част 1: 1994)
  - Fear Street Part Two: 1978 (Улица на страха Част 2: 1978 (2021)
  - Fear Street: 1666 (Улица на страха Част 3: 1666)